# Viure
Viure (oficialmente y en catalán Biure) es  un municipio español de la comarca del Alto Ampurdán en la provincia de Gerona, Cataluña.

## Geografía
Integrado en la comarca del Alto Ampurdán, se sitúa a 51 kilómetros de la capital provincial. El término municipal está atravesado por la Autopista del Mediterráneo (AP-7) y por la carretera N-II entre los pK 765 y 767, además de por la carretera provincial GI-502, que se dirige hacia Darníus, y por otras carreteras locales que conectan con Pont de Molíns y Buadella. 
El relieve del municipio es irregular, más montañoso al oeste y llano al este, en la transición entre las primeras sierras prepirenaicas y la llanura del Ampurdán. La altitud oscila entre los 202 metros al oeste y los 40 metros al este. El pueblo se alza a 122 metros sobre el nivel del mar. 
| Noroeste: Darníus         | Norte: Darníus y Capmany       | Noreste: Capmany        |
| Oeste: Darníus y Terradas |                                | Este: Masarach          |
| Suroeste: Buadella        | Sur: Buadella y Pont de Molíns | Sureste: Pont de Molíns |

## Demografía
Viure cuenta con una población de 223 habitantes (INE 2024).
| Gráfica de evolución demográfica de Viure entre 1842 y 2021                                                         |
| |
| Población de derecho según los censos de población del INE Población de hecho según los censos de población del INE |

## Símbolos
El escudo de Viure se define por el siguiente blasón: «Escudo embaldosado: de oro, una faja ondada bajada de azur acompañada, en jefe, de un burro de sable, y en punta, de tres cantos rodados de gules. Por timbre, una corona mural de pueblo.»
Fue aprobado el 19 de mayo de 2004 y publicado en el DOGC el 7 de junio del mismo año con número 4148. El burro recuerda el pasado de Viure, cuando estos animales transportaban yeso de un lado al otro de las montañas, siendo una de las gracias del Ampurdán. Debajo, la faja ondulada representa el río Ricardell, que pasa por delante del pueblo. Los tres cantos rodados del pie son el atributo del martirio de san Esteban, patrón de la localidad.
El municipio también cuenta con un emblema oficializado.